# (32532) Thereus
(32532) Thereus (2001 PT13) – planetoida z grupy centaurów okrążająca Słońce w ciągu 34,79 lat w średniej odległości 10,66 j.a. Odkryta 9 sierpnia 2001 roku.